# Emilio Ángel Coni
Emilio Ángel Coni (Buenos Aires, 6 de febrero de 1886-Buenos Aires, 3 de mayo de 1943) fue un ingeniero, agrónomo, economista agrario, historiador y profesor argentino.

## Origen y formación
Hijo de Emilio R. Coni y Gabriela Laperrière. Estudió agronomía en la Universidad de La Plata donde se graduó de ingeniero agrónomo en 1905 a los 19 años de edad. Los siguientes 12 años trabajó en la provincia de Córdoba en la gestión de establecimientos agrícolas y ganaderos.

## Trayectoria
A partir de 1918 Coni desarrolló una intensa trayectoria docente y profesional. Fue jefe del Seminario de Economía Rural de la Universidad de La Plata (1918-1920) y profesor de Contabilidad Agrícola (llamada posteriormente Administración Rural) en la Facultad de Agronomía de la Universidad de Buenos Aires (1921-1943). Consejero de la Facultad de Agronomía y Veterinarias de Buenos Aires (1927-1931) y miembro del Consejo Superior de la Universidad de Buenos Aires en 1925-1927.
En su actividad profesional fue Presidente de Centro Argentino de Ingenieros Agrónomos (1922-1923), Director del Banco Hipotecario Nacional de Argentina (1930-1931), Vicepresidente de la Comisión Nacional del Azúcar (1931), Miembro de la Comisión Asesora del Impuesto a la Renta (1931-1932), Miembro del Comité Permanente de Expertos en Economía (para arbitrar entre estados) de la Liga de las Naciones en 1932. A partir de 1936 presidiö la Comisión Nacional de Granos y Elevadores (posteriormente Junta Nacional de Granos) hasta su fallecimiento.
Por sus antecedentes fue designado Académico de Número de la Academia Nacional de Agronomía y Veterinaria en 1926, de la cual fue Presidente en 1941, y miembro de la Junta de Historia y Numismática Americana (actualmente Academia Nacional de la Historia de la República Argentina) en 1927. Asimnismo fue miembro de la Real Academia de la Historia de Madrid.
Fue víctima de homicidio de un exempleado de la Comisión Nacional de Granos y Elevadores que Coni había cesanteado.

## Obras
- La independencia económica argentina ante la historia (1918).
- Problemas económicos del momento (1935, 208 p.).
- La verdad sobre la enfiteusis de Rivadavia (Buenos Aires, Fac. de Agr. y Vet., 1927. 226 p.).
- Historia de las vaquerías del Río de la Plata (1550-1750) (Madrid, Tipografía de Archivos, 1930. 62 p.).
- Agricultura, comercio e industrias coloniales (siglos XVI-XVIII) (Buenos Aires, El Ateneo, 1941. 109 p.).
- El gaucho: Argentina, Brasil, Uruguay (obra póstuma publicada en 1945) (2ª ed. Buenos Aires, Solar/Hachette, 1969, 320 p.).